# Interlude
Interlude é uma compilação lançada em 2013 pela banda neerlandesa de metal sinfônico Delain através da Napalm Records.
O álbum foi descrito em um comunicado de imprensa como "uma mistura fantástica de músicas inéditas, versões especiais e misturas de faixas populares do Delain, covers, e o single Are You Done With Me". Interlude inclui também um DVD especial, com faixas ao vivo, imagens exclusivas e videoclipes da banda.

## Faixas
| Versão padrão  |                                         |                                          |         |  |
| N.º            | Título                                  | Letras                                   | Duração |  |
| 1.             | "Breathe on Me"                         |                                          | 3:29    |  |
| 2.             | "Collars and Suits"                     |                                          | 4:41    |  |
| 3.             | "Are You Done With Me" (Novo single)    | Charlotte Wessels, Guus Eikens, Tripod   | 3:08    |  |
| 4.             | "Such a Shame" (Cover de Talk Talk)     | Mark Hollis                              | 3:38    |  |
| 5.             | "Cordell" (Cover de The Cranberries)    | Dolores O'Riordan                        | 3:50    |  |
| 6.             | "Smalltown Boy" (Cover de Bronski Beat) | Bronski Beat                             | 3:09    |  |
| 7.             | "We Are the Others" (Versão ballad)     | Martijn Westerholt, Wessels, Tripod      | 3:42    |  |
| 8.             | "Mother Machine" (Ao vivo)              | Westerholt, Wessels, Guus Eikens, Tripod | 5:46    |  |
| 9.             | "Get the Devil Out of Me" (Ao vivo)     | Westerholt, Wessels, Eikens, Tripod      | 3:44    |  |
| 10.            | "Milk and Honey" (Ao vivo)              | Westerholt, Wessels, Eikens, Tripod      | 4:37    |  |
| 11.            | "Invidia" (Ao vivo)                     | Wessels                                  | 4:04    |  |
| 12.            | "Electricity" (Ao vivo)                 | Westerholt, Wessels, Eikens, Tripod      | 5:05    |  |
| 13.            | "Not Enough" (Ao vivo)                  | Westerholt, Wessels, Tripod              | 5:01    |  |
| Duração total: | Duração total:                          | Duração total:                           | 53:58   |  |

| DVD |                                                                 |                     |         |  |
| N.º | Título                                                          | Letras              | Duração |  |
| 1.  | "Invidia" (Vídeo ao vivo no Metal Female Voices Fest)           |                     |         |  |
| 2.  | "Electricity" (Vídeo ao vivo no Metal Female Voices Fest)       |                     |         |  |
| 3.  | "We Are the Others" (Vídeo ao vivo no Metal Female Voices Fest) |                     |         |  |
| 4.  | "Milk and Honey" (Vídeo ao vivo no Metal Female Voices Fest)    |                     |         |  |
| 5.  | "Not Enough" (Vídeo ao vivo no Metal Female Voices Fest)        |                     |         |  |
| 6.  | "Backstage Footage"                                             |                     |         |  |
| 7.  | "Get the Devil Out of Me" (Vídeo)                               |                     | 3:23    |  |
| 8.  | "We Are the Others" (Vídeo)                                     |                     | 2:55    |  |
| 9.  | "April Rain" (Vídeo)                                            | Wessels             | 3:47    |  |
| 10. | "Frozen" (Vídeo)                                                | Westerholt, Wessels | 4:14    |  |

## Banda
- Charlotte Wessels - vocais
- Guus Eikens - guitarra rítmica
- Otto Schimmelpenninck Van Der Oije - baixo
- Martijn Westerholt - teclado
- Sander Zoer - bateria

## Paradas musicais
| Paradas                               | Posições |
| ------------------------------------- | -------- |
| Países Baixos (Dutch Albums Chart)    | 37       |
| Bélgica (Belgian Ultratop (Flanders)) | 141      |
| Bélgica (Belgian Ultratop (Wallonia)) | 124      |
| Reino Unido (UK Rock Chart)           | 15       |
| Alemanha (German Albums Chart)        | 91       |

## Histórico de lançamento
| Lugar                                           | Data              |
| ----------------------------------------------- | ----------------- |
| Suécia Espanha Noruega                          | 1 de maio de 2013 |
| Alemanha Áustria Suiça Finlândia União Europeia | 3 de maio de 2013 |
| Resto da Europa                                 | 6 de maio de 2013 |
| Estados Unidos · Canadá · Mundo                 | 7 de maio de 2013 |